# Don Diamont
Donald Feinberg (Nueva York, 31 de diciembre de 1962), más conocido como Don Diamont, es un actor estadounidense, conocido por haber interpretado a Brad Carlton en la serie The Young and the Restless y actualmente por dar vida a Bill Spencer, Jr. en la serie The Bold and the Beautiful.

## Biografía
Es hijo de Albert y Judy Feinberg, tiene tres hermanos Bette Feinberg, Elena Feinberg y Jack Feinberg; su hermana Bette murió y en 1990 murió su hermano Jack debido a cáncer cerebral.
Es buen amigo del deportista Cal Ripken, Jr.
Don salió con la actriz Gloria Loring, pero la relación terminó.
El 5 de marzo de 1994 se casó con la diseñadora de ropa Rachel Braun, la pareja tuvo cuatro hijos: Lauren Feinberg nacida en 1988, Sasha Feinberg nacido en 1991,  Alexander Diamont nacido en 1995 y Luca Feinberg nacido en el 2000, sin embargo se divorciaron en el 2002.
El 12 de junio de 2012 se casó con la actriz Cindy Ambuehl en Francia, la pareja le dio la bienvenida a sus gemelos Anton Diamont y Davis Diamont en enero del 2003.

## Carrera
Don es portavoz para Morris Home Furnishings en Dayton, Ohio.
El 7 de abril de 1985 se unió al elenco de la serie The Young and the Restless, donde dio vida a Bradley "Brad" Carlton hasta 1996. Don regresó a la serie el 28 de julio de 1998 y su última aparición fue en el 17 de septiembre de 2009 después de que su personaje se ahogara en un lago helado tras resbalar después de salvar a Noah Newman de ahogarse.
El 12 de mayo de 2009 se unió al elenco principal de la telenovela The Bold and the Beautiful donde interpreta al empresario William "Bill" Spencer, Jr., hasta ahora.

## Apoyo a caridad
Don apoya la investigación para la esclerosis múltiple. Su sobrina Alyssa padece de dicha enfermedad.
En 2001 recibió el premio Embassador of the Year (Embajador del Año) en reconocimiento por sus esfuerzos en representación de la National Multiple Sclerosis Society.

## Filmografía

### Series de televisión
| Año                      | Título                     | Personaje         | Notas           |
| ------------------------ | -------------------------- | ----------------- | --------------- |
| 2009 - presente          | The Bold and the Beautiful | Bill Spencer, Jr. | 989 episodios   |
| 1985 - 1996, 1998 - 2009 | The Young and the Restless | Brad Carlton      | 1,065 episodios |

### Películas
| Año  | Título           | Personaje      | Notas |
| ---- | ---------------- | -------------- | --- |
| 2003 | Anger Management | Hombre Sentado | junto a Adam Sandler, Jack Nicholson, Marisa Tomei, Luis Guzmán, Allen Covert, Lynne Thigpen & Kurt Fuller |

### Acrobacias
| Año  | Título                                  | Notas                |
| ---- | --------------------------------------- | -------------------- |
| 1998 | The Incredible Adventures of Marco Polo | coreógrafo adicional |

### Apariciones
| Año  | Título                              | Notas       |
| ---- | ----------------------------------- | ----------- |
| 2008 | The 35th Annual Daytime Emmy Awards | presentador |